# Александар Живкович (футболіст, 1977)
Александар Живкович (серб. Aleksandar Živković / Александар Живковић, нар. 28 липня 1977, Ниш) — югославський та сербський футболіст, що грав на позиції півзахисника. Учасник Олімпійських ігор в Пекіні.
Виступав, зокрема, за клуби «Джубіло Івата» та «Шаньдун Лунен», а також національну збірну Югославії.

## Клубна кар'єра
У дорослому футболі дебютував 1993 року виступами за команду «Раднички» (Ниш), в якій провів один сезон, взявши участь у 9 матчах чемпіонату.
У сезоні 1994/95 виступав за столичний «Партизан», але в команді закріпитись не зумів, через що зігравши за сезон лише 3 матчі в чемпіонаті, він повернувся в «Раднички» (Ниш), де провів ще три сезони. Після цього у 1998—2000 роках грав за інший столичний клуб «Рад».
У червні 2000 року виїхав до Японії виступати за «Джубіло Івата», де запам'ятався японцям як майстер подач і навісів у штрафну. Відіграв за команду з Івати наступні чотири сезони своєї ігрової кар'єри, ставши чемпіоном і вородарем Кубка Японії. У грудні 2003 року було оголошено не продовжувати контракт
На початку 2004 року Живкович повернувся до Сербії та Чорногорії, де виступав за команди «Обилич», ОФК (Белград) та «Вождовац». 
У 2006 році Александар поїхав грати в Китай. Першою китайською командою став клуб «Шаньдун Лунен», в якому Живкович незмінно ставав головним распасовщиком і протягом чотирьох років поспіль лідирував за кількістю відданих їм пасів та виграв два чемпіонські титули і один національний кубок. Але в 2009 році за станом здоров'я він покинув команду. Цьому передував великий скандал: 5 вересня 2009 в матчі проти «Циндао Чжуннен» Живковичу арбітр показав жовту картку за порушення, і серб накинувся з кулаками на арбітра. За рішенням комітету Китайської футбольної асоціації Александар був оштрафований на 80 тисяч юанів і дискваліфікований на 4 гри. 
Пізніше протягом сезону 2010 року виступав за «Шеньчжень Рубі», а завершив професійну тут же у Китаї у клубі «Гуанчжоу Фулі», за команду якого виступав протягом сезону 2011.

## Виступи за збірну
2001 року зіграв два матчі у складі національної збірної СР Югославії на Кубку Кірін, який проходив у Японії, де Живкович саме виступав. В подальшому до національної збірної більше не залучався
У 2008 році був запрошений в олімпійську збірну Сербії для участі в олімпійському футбольному турнірі. За регламентом туди допускалися гравці, які народилися після 1 січня 1985 року, однак могли бути допущені три гравця, що народились раніше цієї дати, одним з них і став Живкович. Александар зіграв всі три матчі на турнірі, а Сербія вибула вже на стадії групового етапу.

## Досягнення
«Джубіло Івата»
- Чемпіон Японії: 2002
- Володар Кубка Імператора: 2003
- Володар Суперкубка Японії : 2003

«Шаньдун Лунен»
- Чемпіон Китаю: 2006, 2008
- Володар Кубка Китаю: 2006